# Regent (Londen)

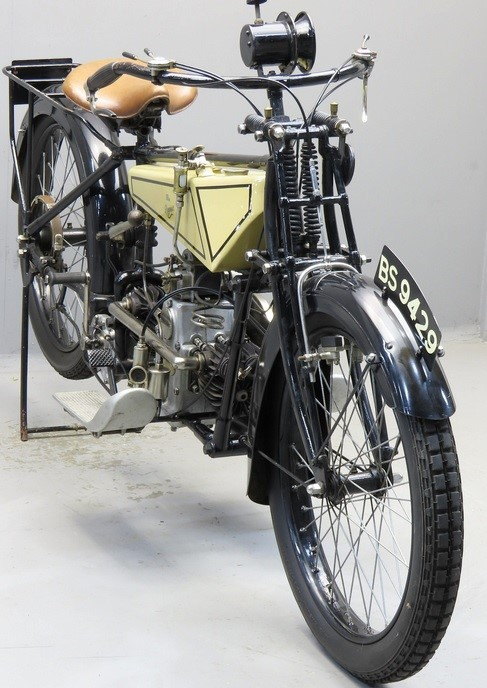

Regent is een Brits historisch merk van motorfietsen.
De bedrijfsnaam was: Regent Motors Ltd., 116 Victoria Street, London S.W.1.

Het merk bestond waarschijnlijk slechts een jaar. Eind 1919 prestenteerde men een motorfiets met een dwarsgeplaatste 688cc-boxermotor. Die motor kwam van Coventry Victor in Coventry, net als de meeste andere componenten van de machine. Die werd zelfs in Coventry opgebouwd en in Londen alleen nog afgewerkt. Regent Motors adverteerde in het blad Motor Cycling van december 1919 met de tekst: "By their motorcycles ye shall now them. Fortunate is the man who has attained that eminence in affairs which gives him the ability to purchase and enjoy the best: who has the leisure to examine the latest achievements and the arts crafts, so that he can possess the best while its possession is still confined to those who have achieved. That is the sort of men who buy the Regent." Vrij vertaald konden alleen succesvolle (rijke) mannen die de goede dingen des levens waardeerden zich een dergelijke machine veroorloven. Dergelijke reclame als duur en exclusief merk werkte niet voor Regent, maar wel voor George Brough, die in hetzelfde jaar Brough Superior introduceerde. Die machines waren ook exclusief en duur, maar ze hadden dan ook een betere afwerking en een veel sterkere JAP-kopklepmotor.

## Motor
De motor was een dwarsgeplaatste luchtgekoelde zijklep-boxermotor met een boring/slagverhouding van 75 x 78 mm en een cilinderinhoud van 689,8 cc. Hij had een semi-automatisch smeersysteem met een handpompje naast de tank. De brandstofvoorziening geschiedde met een enkele Binks-carburateur en de ontsteking door een magneet die boven op het blok zat en die door een korte ketting werd aangedreven.

## Transmissie
Aan de linkerzijde van de krukas dreef de primaire ketting de koppeling en de Sturmey-Archer-drieversnellingsbak aan. Aan de rechterkant van de versnellingsbak zat de kickstarter en het stangenstel voor de handschakeling. Aan de linkerkant dreef een ketting het achterwiel aan.

## Rijwielgedeelte
De machine had een gesloten wiegframe met een dubbele bovenbuis waar de flattank tussen zat, een schommelvork en geen achtervering. In het voorwiel zat een velgrem, achter een remband die door een pedaal aan de rechterkant werd bediend.

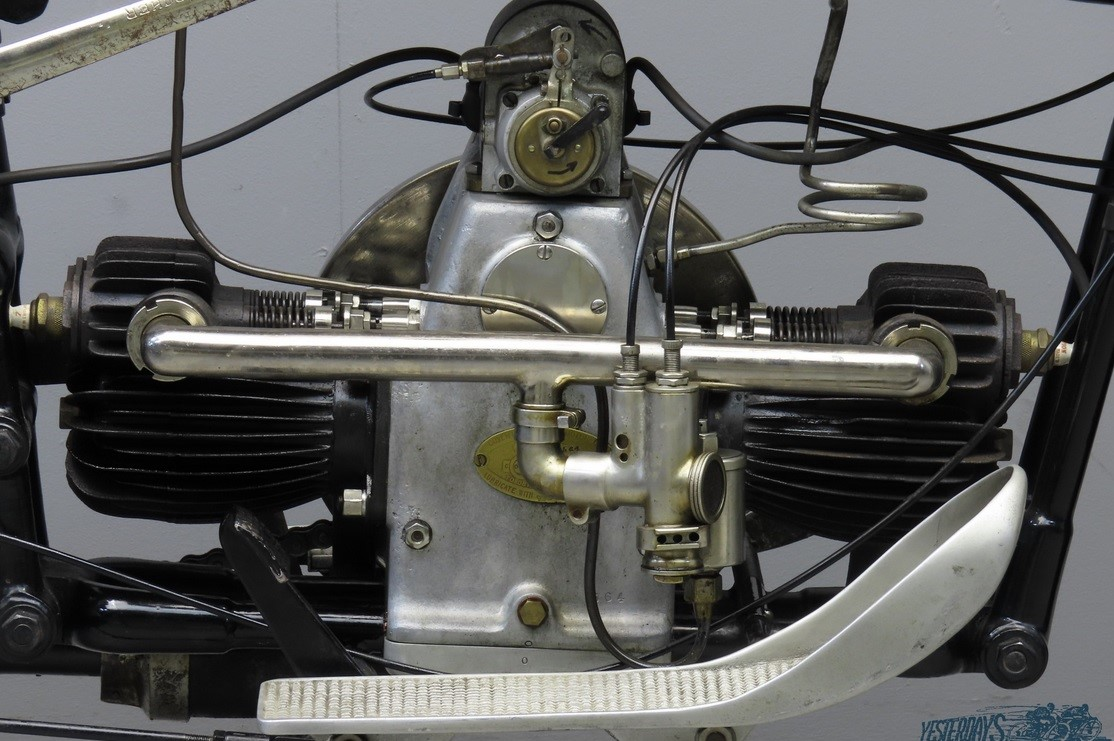
Rechterkant van de motor met de carburateur, de ontstekingsmagneet en het (terugtrap) pedaal voor de achterrem
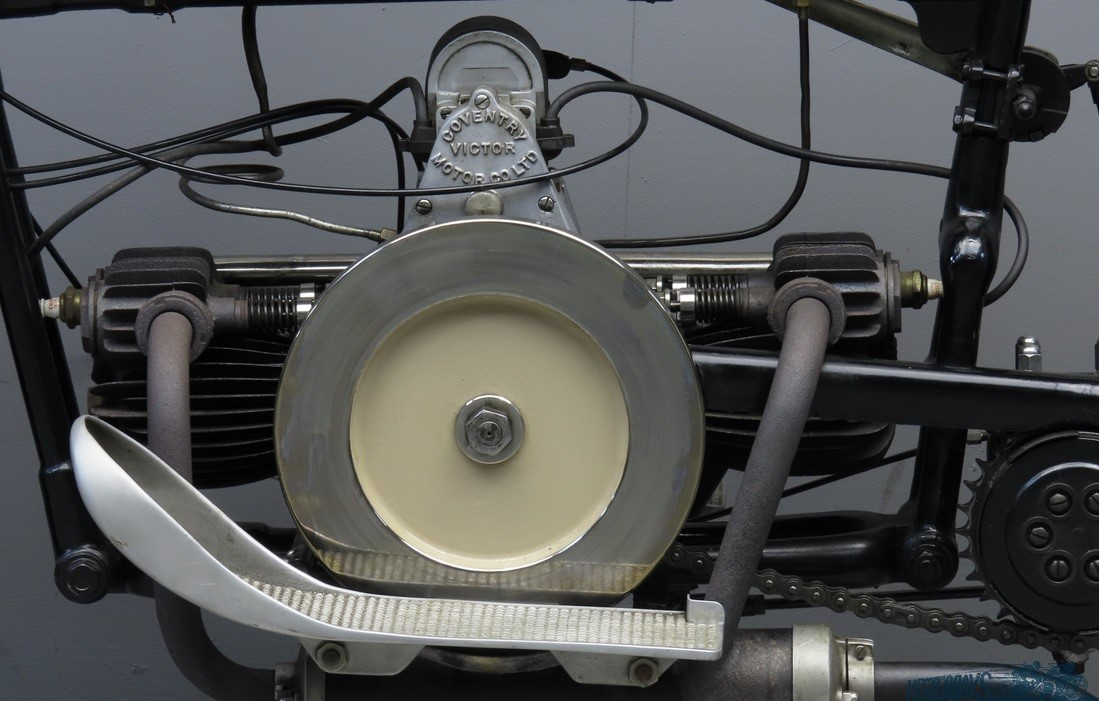
Linkerkant van de motor met het vliegwiel en de primaire ketting
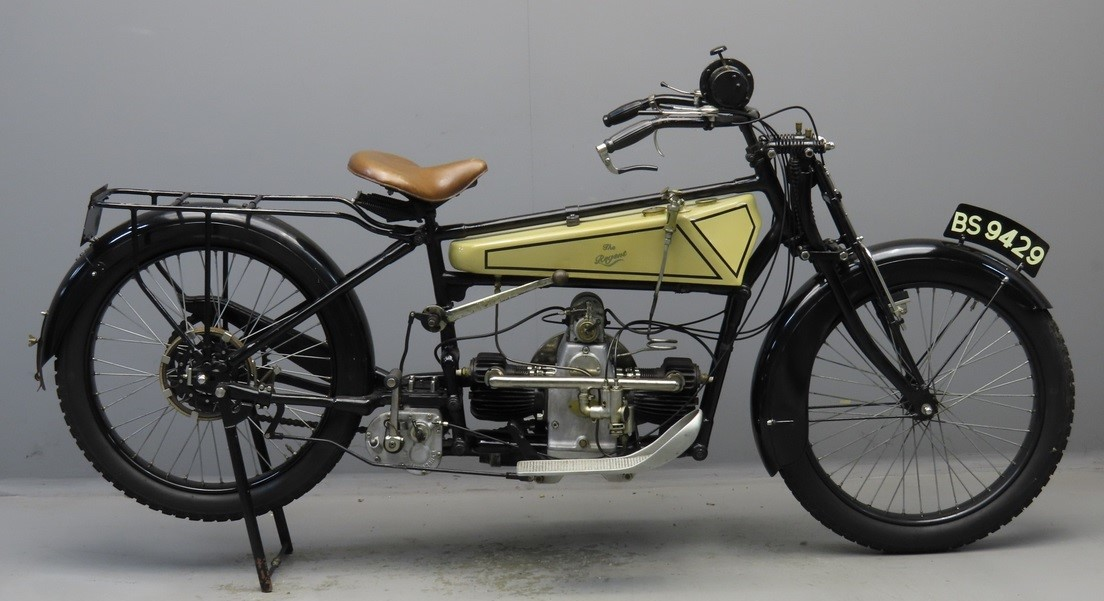
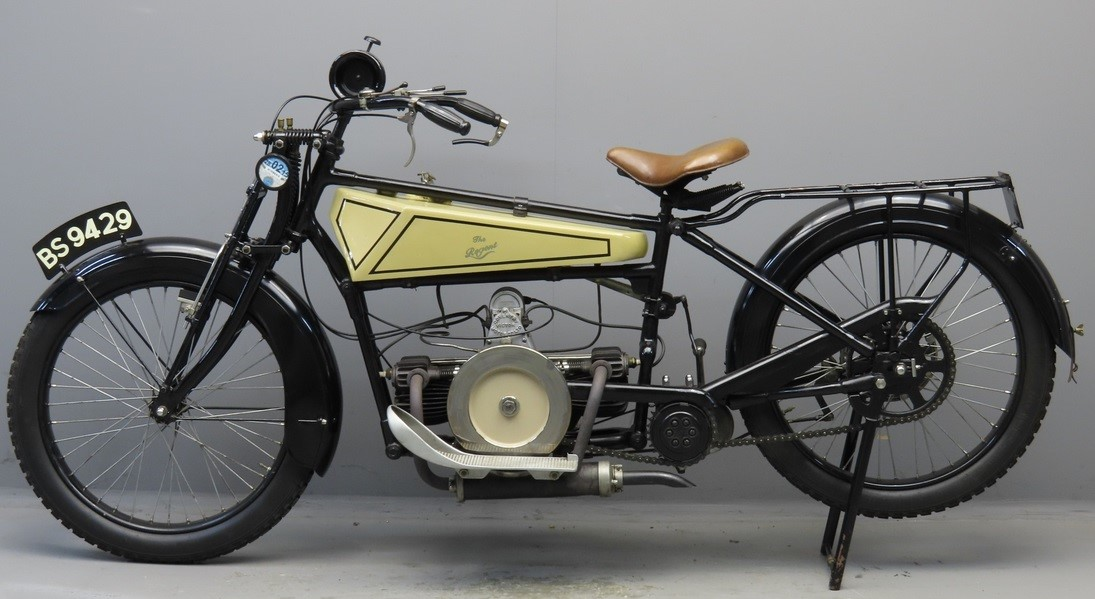

## Einde productie
Al eind 1920 ging het merk Regent te ziele. Coventry Victor nam de productie enige tijd over onder de merknaam Coventry Regent, maar veranderde dat al snel in haar eigen merknaam.